# Lake Park (Iowa)
Lake Park és una població dels Estats Units a l'estat d'Iowa. Segons el cens del 2000 tenia 1.023 habitants.

## Demografia
Segons el cens del 2000, Lake Park tenia 1.023 habitants, 442 habitatges, i 300 famílies. La densitat de població era de 265,1 habitants/km².
Dels 442 habitatges en un 24,7% hi vivien nens de menys de 18 anys, en un 59,5% hi vivien parelles casades, en un 5,9% dones solteres, i en un 32,1% no eren unitats familiars. En el 29,4% dels habitatges hi vivien persones soles el 15,2% de les quals corresponia a persones de 65 anys o més que vivien soles. El nombre mitjà de persones vivint en cada habitatge era de 2,21 i el nombre mitjà de persones que vivien en cada família era de 2,73.
Per edats la població es repartia de la següent manera: un 20,1% tenia menys de 18 anys, un 6,7% entre 18 i 24, un 22,8% entre 25 i 44, un 21,9% de 45 a 60 i un 28,4% 65 anys o més.
L'edat mediana era de 45 anys. Per cada 100 dones de 18 o més anys hi havia 92,2 homes.
La renda mediana per habitatge era de 35.104 $ i la renda mediana per família de 44.931 $. Els homes tenien una renda mediana de 29.327 $ mentre que les dones 21.250 $. La renda per capita de la població era de 18.094 $. Entorn del 2,4% de les famílies i el 5,8% de la població estaven per davall del llindar de pobresa.

## Poblacions més properes
El següent diagrama mostra les poblacions més properes.